# Knappenschein
Der Knappenschein, auch Knappenbrief genannt, war ein Befähigungsnachweis, der in den 1940er Jahren im deutschen Bergbau eingeführt wurde und als Nachweis über eine abgeschlossene Knappenlehre diente. Der Inhaber eines Knappenscheins war bergmännischer Facharbeiter und durfte in bestimmtem Umfang bergmännische Tätigkeiten in seinem Fachbereich durchführen.

## Geschichte und allgemeine Grundlagen
Im Jahr 1940 wurde vom Reichswirtschaftsministerium der Lehrberuf "Knappe im Steinkohlenbergbau" offiziell anerkannt. Für den Erzbergbau folgte ebenfalls die Anerkennung des Lehrberufs "Knappe im Erzbergbau". Zusätzlich zur Anerkennung des Lehrberufs Knappe wurden entsprechende Berufsbilder herausgegeben. Außerdem wurden die Prüfungsordnungen für den Lehrberuf Knappe verbindlich eingeführt. Für den Steinkohlenbergbau erfolgte dies im Jahr 1940, für den Erzbergbau im Jahr 1942. Durch diese Maßnahmen wurde nun die Ausbildung von Berglehrlingen zu Knappen gesetzlich und unter einheitlichen Regeln für die jeweiligen Bergbauzweige geregelt.

## Knappenausbildung und Prüfung
Die Knappenausbildung dauerte drei Jahre, wovon mindestens ein Jahr in übertägiger Ausbildung erfolgte. Während der Ausbildung wurden den Berglehrlingen die gesetzlich festgelegten Ausbildungsinhalte vermittelt. Die Ausbildung bestand aus dem Vermitteln von praktischen Fertigkeiten und dem Erlernen von theoretischem Wissen. Die praktischen Fertigkeiten wurden im Betrieb, die theoretischen Kenntnisse in der Berufsschule vermittelt. Bei der praktischen Ausbildung wurden neben klassischen bergmännischen Fertigkeiten auch teilweise Fertigkeiten aus anderen Berufen vermittelt. So erlernte der Berglehrling den Umgang mit einfachem Gezähe wie z. B. Schaufel und Kratze, aber auch den Umgang mit Maschinen und Geräten wie dem Haspel und dem Bohrhammer. Er erlernte beispielsweise das Zurichten und Einbringen des Streckenausbaus und das Errichten von Bergemauern und Holzpfeilern. Aber auch einfache Holz- und Mauerarbeiten wurden dem Berglehrling vermittelt. Des Weiteren wurden ihm Tätigkeiten in der untertägigen Förderung sowie Montagearbeiten bei Luttensträngen und Rohrleitungen vermittelt und übertragen. Am Ende der Lehrzeit erfolgte die Knappenprüfung. Die Prüfung erfolgte vor einem Prüfungsausschuss, der aus fünf Mitgliedern (Werksleitung, Betriebsrat, Aufsichtsperson, Ausbildungsleiter und Berufsschullehrer) bestand. Die Prüfung gliederte sich in eine Fertigkeitsprüfung und eine Kenntnisprüfung. Im praktischen Prüfungsteil musste der Berglehrling seine erlernten Fähigkeiten an einer vorgegebenen Prüfungsaufgabe unter Beweis stellen, er musste anhand der Prüfungsaufgabe zeigen, ob er die für seinen Beruf erforderlichen Fertigkeiten erworben hat. Im theoretischen Teil musste er das für seinen Beruf erforderliche theoretische Wissen, darlegen. Nach bestandener Prüfung erhielt der Knappe seinen Knappenschein.

## Aufbau und Nutzung des Knappenscheins
Der Knappenschein wurde vom Ausbildungsbetrieb ausgestellt und dem Prüfling nach bestandener Prüfung ausgehändigt. Im Erzbergbau erhielt der Prüfling zwei Exemplare des Knappenbriefs. Ein Exemplar wurde im Taschenformat und eines als Schmuckblatt erstellt. Neben dem Namen und dem Geburtsdatum des Berglehrlings wurden auf dem Knappenschein auch der Ausbildungsbetrieb sowie das Prüfungsdatum aufgeführt. Unterschrieben wurde der Knappenschein vom Bergamtsleiter und vom Bergwerksdirektor. Ja nach Oberbergamtsbezirk wurde der Knappenschein zusätzlich noch vom Betriebsratsvorsitzenden unterschrieben. Die Unterschrift des Bergamtsleiters wurde zusätzlich mit dem Dienstsiegel versehen. Der Knappe durfte nun als fertiger Facharbeiter bergmännische Arbeiten in seinem Tätigkeitsbereich durchführen. Er durfte jedoch noch keine selbstständigen Arbeiten durchführen, hierfür waren weitere Schulungen und der Erwerb eines Hauerscheins erforderlich. Im Jahr 1976 wurde der Lehrberuf Knappe durch den Ausbildungsberuf Bergmechaniker ersetzt. Im darauffolgenden Jahr kam als weiterer Ausbildungsberuf der Beruf des Berg- und Maschinenmanns hinzu.